# Sezelhe
Sezelhe is een plaats (freguesia) in de Portugese gemeente Montalegre en telt 145 inwoners (2001).